# Hydraulisk radius
Den hydrauliske radius er en fysisk størrelse, som indgår som en parameter i hydrauliske og hydrologiske beregninger, bl.a. i udregningen af Mannings tal. Den er defineret ved 
{\displaystyle r_{h}={\frac {A}{p_{v}}}}
hvor {\displaystyle A} er arealet som gennemstrømmes og {\displaystyle p_{v}} er den våde del af perimeteren. Det som også kaldes den beskyllede perimeter.
{\displaystyle r_{h}=r/2} for et rør hvor {\displaystyle p_{v}=2\pi r}.

## Eksempel – Et rektangulært vandløb
Et givet rektangulært vandløb har en bredde på 2 meter, en vandstand på 0,3 meter og en højde på 0,5 meter. Beregningen af den hydraliske parameter vil da være,
{\displaystyle r_{h}={\frac {2m\cdot 0,3m}{2m+2\cdot 0,3m}}=0.23m}
Arealet er altså det areal som vandet udgør og den beskyllede perimeter er det område, som står under vand. Så selv om vandløbet er 0.5 meter højt, vil længden af den beskyllede perimeter kun gå op til 0,3 meters højde.